# Dani Stevens
Dani Stevens (Nueva Gales del Sur, Australia, 26 de mayo de 1988) es una atleta australiana, especialista en la prueba de lanzamiento de disco, con la que ha logrado ser campeona mundial en 2009.

## Carrera deportiva
En el Mundial de Berlín 2009 gana la medalla de oro en lanzamiento de disco, quedando por delante de la cubana Yarelis Barrios y la rumana Nicoleta Grasu. Ocho años después volvió a conseguir una medalla de campeonato mundial, esta vez fue la medalla de plata, en Londres 2017.